# Suta suta
Espèce
Synonymes
- Hoplocephalus sutus Peters, 1863
- Alecto wiebelii Jan, 1863
- Hoplocephalus frenatus Peters, 1870
- Hoplocephalus carpentariae MacLeay, 1887
- Hoplocephalus frontalis Ogilby, 1890
- Hoplocephalus stirlingi Lucas & Frost, 1896
- Denisonia frontalis propinqua De Vis, 1905
- Denisonia forresti Boulenger, 1906

Suta suta est une espèce de serpents de la famille des Elapidae.

## Répartition
Cette espèce est endémique d'Australie. Elle se rencontre au Queensland, en Nouvelle-Galles du Sud, dans le nord du Victoria, dans l'est de l'Australie-Méridionale et dans l'extrême nord-est de l'Australie-Occidentale.

## Publication originale
- Peters, 1863 : Eine Übersicht der von Hrn. Richard Schomburgk an das zoologische Museum eingesandten Amphibien, aus Buchsfelde bei Adelaide in Südaustralien. Monatsberichte der Königlich Preussischen Akademie der Wissenschaften zu Berlin, vol. 1863, p. 228-236 (texte intégral).